# Хапалла

Анатолія в епоху пізньої бронзи

Хапалла (хетт. 𒄩𒁄𒆷 Hapalla або Haballa), також написана як Хабалла, — царство в центрально-західній Анатолії в період пізньої бронзи. Як одна з арцаванських держав, вона була то васалом, то ворогом Хетського царство.

## Історія
Перша згадка про Хапаллу відноситься до того, як Арнуванда I просить допомоги проти місцевого повстання. Він передає цей обов'язок своєму васалу Маддуватті, який зраджує його, забираючи собі Хапаллу. Після погроз Арнуванди Маддуватта поступається і повертає її хетам.
Пізніше, коли хети повертають свої землі під керівництвом Суппілуліуми I, він посилає свою армію в Хапаллу, столицю якої спалено, а жителів депортовано. У 1340 р. до н. е. від Арцави, яка зберегла лише свою столицю, Апасу, та навколишні землі відділено незалежні Землю річки Сеха, Міру та Хапаллу.
Першим відомим нам сувереном із Хапалли був Таргасналлі, який після провалу повстання Уххациті проти хеттського царя Мурсілі II (1319 р. до н. е.) погодився знову підкоритися владі Хаттуси і тому був " …пере- посаджений на престол Хапалли хетським правителем ". З наступного договору Купанта-Курунти ми дізнаємося, що Таргасналлі все ще перебував на троні Хапалли близько 1310 року до н. е.
Другий правитель Хапалли, певний Ура-Хаттуса, який фігурує в договорі Алаксанду 1280 року до нашої ери, де хеттський правитель Муваталлі II, син Мурсілі, перераховує чотирьох суверенів уцілілих царств Арзави (те, що залишилося від Арзави, було анексовано Мірою), згадуючи Ура-Хаттусу як царя Хапалли. Невідомо, чи походили ці два правителі з однієї родини.
Після цього договору більше немає згадок про царство Хапалла.
Зараз вчені вважають, що наприкінці Хеттського царства (бл. 1230 р. до н. е.) цар Тудгалія IV створив державу Міра як регіональний наглядовий орган Західної Анатолії, з Хапаллою, швидше за все, під її наглядом.

## Географія
Усе, що ми знаємо про Хапаллу, походить із хетських царських архівів. На заході межує з Мірою, на сході з Нижньою Землею, а на півдні з землею Тархунтасса, таким чином Хапалла може відповідати класичному регіону Пісідія. Через те, що вона була настільки близька до серця імперії, їй часто приділяли більше уваги хети, які вважали її дещо буфером між батьківщиною та її васалами Арцави.

## Царі Хапалли
| Цар         | Роки                                |
| ----------- | ----------------------------------- |
| Таргасналлі | бл. 1319 — ц. 1310 рік до нашої ери |
| Ура-Хаттуса | бл. 1280 рік до нашої ери           |